# Cedicus flavipes
Espèce
Cedicus flavipes est une espèce d'araignées aranéomorphes de la famille des Desidae.

## Distribution
Cette espèce se rencontre dans l'Est du bassin méditerranéen. Elle a été observée en Syrie, au Liban, en Israël, à Chypre et en Turquie.

## Description
La carapace du mâle syntype mesure 4,8 mm de long sur 3,2 mm et la carapace de la femelle syntype 4,2 mm de long sur 3 mm.
Le mâle et la femelle mesurent 8 mm.

## Systématique et taxinomie
Cette espèce a été décrite par Simon en 1875.

## Publication originale
- Simon, 1875 : Les arachnides de France. Paris, vol. 2, p. 1-350.